# (1946) Walraven
Pour les articles homonymes, voir Walravens.
(1946) Walraven (aussi nommé 1931 PH) est un astéroïde de la ceinture principale, découvert le 8 août 1931 par Hendrik van Gent à Johannesbourg. 
Son nom est attribué en l’honneur à Theodore Fjeda Walraven (1916–2008).